# Dungeon Master
Dungeon Master – gra z gatunku role-playing, stworzona przez firmę FTL Games w 1987 roku. To pierwsza komputerowa gra fabularna, w której rozgrywka odbywa się w czasie rzeczywistym. Gra rozgrywa się w podziemiach, gdzie bohaterowie spotykają wiele wrogo nastawionych potworów. Aby przejść na następne poziomy labiryntu gracz musi wykonywać kolejne zadania. Drużyna może składać się maksymalnie z czterech postaci. Postacie zdobywają sprawność w czterech profesjach: wojownika, ninja, czarownika i kapłana.
Pierwotna wersja gry powstała na Atari ST i biła ówczesne rekordy sprzedaży. Szacuje się, że sprzedano ok. 40 tysięcy kopii tylko w roku, w którym została wydana.

## Konwersje i klony
Prawie identyczna wersja dla Amigi wydana została rok później i była pierwszą grą, która wyposażona została w dźwiękowe efekty 3D. Gra została również przeportowana na PC, Apple IIGS, TurboGrafx-CD, SNES, Sharp X68000, PC-9801 i FM Towns oraz przetłumaczona z angielskiego na niemiecki, francuski, japoński, chiński i koreański.
W 1989 r. FTL przygotowało Chaos Strikes Back, pierwotnie mającą być rozszerzeniem Dungeon Mastera – grę uważaną za drugą część.
W 1993 r. wydano w Japonii grę Dungeon Master 2 (w 1995 r. trafiła na rynek światowy).